# Я — это любовь
«Я — это любовь» — итальянская мелодрама 2009 года. Премьера фильма прошла 5 сентября 2009 года на Кинофестивале в Венеции, также фильм был показан на кинофестивалях в Сандэнсе и Торонто.

## Сюжет
В фильме показана история одной буржуазной семьи.
Эмма — замужняя женщина среднего возраста. Она замужем за влиятельным Танкреди, главой многовековой семьи. Но Эмма чувствует себя несчастной в этом браке. Однажды её сын Эдуард решает вместе с другом Антонио открыть ресторан на деньги, полученные в наследство. Он знакомит Антонио со своей семьёй, после чего Эмма влюбляется в него, и у них завязывается роман.

## В ролях
- Тильда Суинтон —  Эмма
- Флавио Паренти — Эдуард-младший
- Эдоардо Габбриэллини — Антонио
- Альба Рорвакер — Элизабетта
- Пиппо Дельбоно — Танкреди
- Мария Пайато — Ида
- Диан Флери — Ева
- Мариза Беренсон — Алегра
- Варис Ахлувалиа — Шай
- Габриэле Ферцетти — Эдуард-старший

## Награды и номинации

### Номинации
- 2011 год — Премия «Золотой глобус» за лучший фильм на иностранном языке.
- 2011 год — Кинопремия «Оскар» за лучший дизайн костюмов.
- 2011 год — BAFTA за лучший фильм на иностранном языке.

## Кассовые сборы
По состоянию на 2 декабря 2010 года фильм собрал на территории Северной Америки $5 005 465 и в остальном мире (от 28 ноября 2010 года) $5 392 509, что в общей сложности составляет $10 397 974. Фильм окупил свой бюджет.